# اچ‌ام‌اس پرینس (۱۸۵۴)
اچ‌ام‌اس پرینس (۱۸۵۴) (به انگلیسی: HMS Prince (1854)) یک کشتی بود که طول آن ۲۹۱ فوت ۶ اینچ (۸۸٫۸۵ متر) بود. این کشتی در سال ۱۸۵۴ ساخته شد.